# 만다스
만다스(Mandas)는 이탈리아 사르데냐 주 수드사르데냐도에 있는 코무네로, 칼리아리에서 북쪽으로 약 50 킬로미터 (31 mi) 떨어져 있다. 2004년 12월 31일 기준으로 인구는 2,401명이며 면적은 45.0 제곱킬로미터 (17.4 mi2)이다.
만다스는 다음 코무네와 접한다: 에스콜카, 제르제이, 제시코, 누리 (사르데냐), 세리 (사르데냐), 시우르구스도니갈라, 수엘리.
1921년 1월, D. H. 로런스와 그의 아내 프리다(벌집 여왕)는 소르고노로 가는 길에 이 도시를 방문했다. 그들의 방문에 대한 이야기는 로런스의 여행서 중 하나인 바다와 사르데냐 (1921)에서 읽을 수 있다.